# Zoey Deutch
Zoey Francis Thompson Deutch (Los Angeles, 10 november 1994) is een Amerikaans actrice. Deutch heeft haar naamsbekendheid voornamelijk te danken door de rol van Maya Bennett in de televisieserie The Suite Life on Deck en als Juliet Martin in de televisieserie Ringer.

## Filmografie

### Film
| Jaar | Productie                   | Rol                       |
| ---- | --------------------------- | ------------------------- |
| 2011 | Mayor Cupcake               | Lana Maroni               |
| 2012 | The Amazing Spider-Man      | Roddelmeisje              |
| 2013 | Beautiful Creatures         | Emily Asher               |
| 2014 | Vampire Academy             | Rosemarie 'Rose' Hathaway |
| 2016 | Of Dogs and Men             | Lily                      |
| 2016 | Dirty Grandpa               | Shadia                    |
| 2016 | Everybody Wants Some!!      | Beverly                   |
| 2016 | Vincent N Roxxy             | Kate                      |
| 2016 | Good Kids                   | Nora                      |
| 2016 | Why Him?                    | Stephanie Fleming         |
| 2017 | Before I Fall               | Samantha Kingston         |
| 2017 | Rebel in the Rye            | Oona O'Neill              |
| 2017 | The Disaster Artist         | Bobbi                     |
| 2017 | Flower                      | Erica Vandross            |
| 2017 | The Year of Spectacular Men | Sabrina klein             |
| 2018 | Set It Up                   | Harper                    |
| 2018 | The Professor               | Claire                    |
| 2019 | Buffaloed                   | Peg Dahl                  |
| 2019 | Zombieland: Double Tap      | Madison                   |
| 2022 | The Outfit                  | Mable Shaun               |
| 2025 | Nouvelle Vague              | Jean Seberg               |

### Televisie
| Jaar      | Productie                        | Rol                         | Notities                                               |
| --------- | -------------------------------- | --------------------------- | ------------------------------------------------------ |
| 2010–2011 | The Suite Life on Deck           | Maya Bennett                | Terugkerende rol (7 afleveringen)                      |
| 2011      | NCIS                             | Lauren                      | "One Last Score" (seizoen 8, aflevering 17)            |
| 2011      | Criminal Minds: Suspect Behavior | Blue Mask Girl              | "The Girl in the Blue Mask" (seizoen 1, aflevering 12) |
| 2011      | Hallelujah                       | Willow Turner               |                                                        |
| 2011–2012 | Ringer                           | Juliet Martin               | Terugkerende rol (18 afleveringen)                     |
| 2013      | Switched at Birth                | Eliza Sawyer                | Terugkerende rol (2 afleveringen)                      |
| 2014      | Under the Gunn                   | Zichzelf/gast jury          | Aflevering: "Unconventional Vampire"                   |
| 2019-2020 | The Politician                   | Infinity Jackson            | Hoofdrol                                               |
| 2020      | Home Movie: The Princess Bride   | Princess Buttercup / Fezzik | Aflevering: "To The Pain!"                             |
| 2020      | Music video: Anyone              | Lover of Justin Bieber      | New song of Justin Bieber                              |

- Biblioteca Nacional de España: XX5504157
- Bibliothèque nationale de France: cb16923026c (data)
- Gemeinsame Normdatei: 1049336410
- International Standard Name Identifier: 0000 0004 3072 1546
- Library of Congress Control Number: no2014069811
- MusicBrainz: 9c277864-c313-4024-b9e0-72d3eb97b861
- Nationale Bibliotheek van Tsjechië: xx0230791
- Nederlandse Thesaurus van Auteursnamen: 379243776
- Virtual International Authority File: 308179092
- WorldCat: E39PBJx4kwGby73994w9yw6xjC